# Codespreker

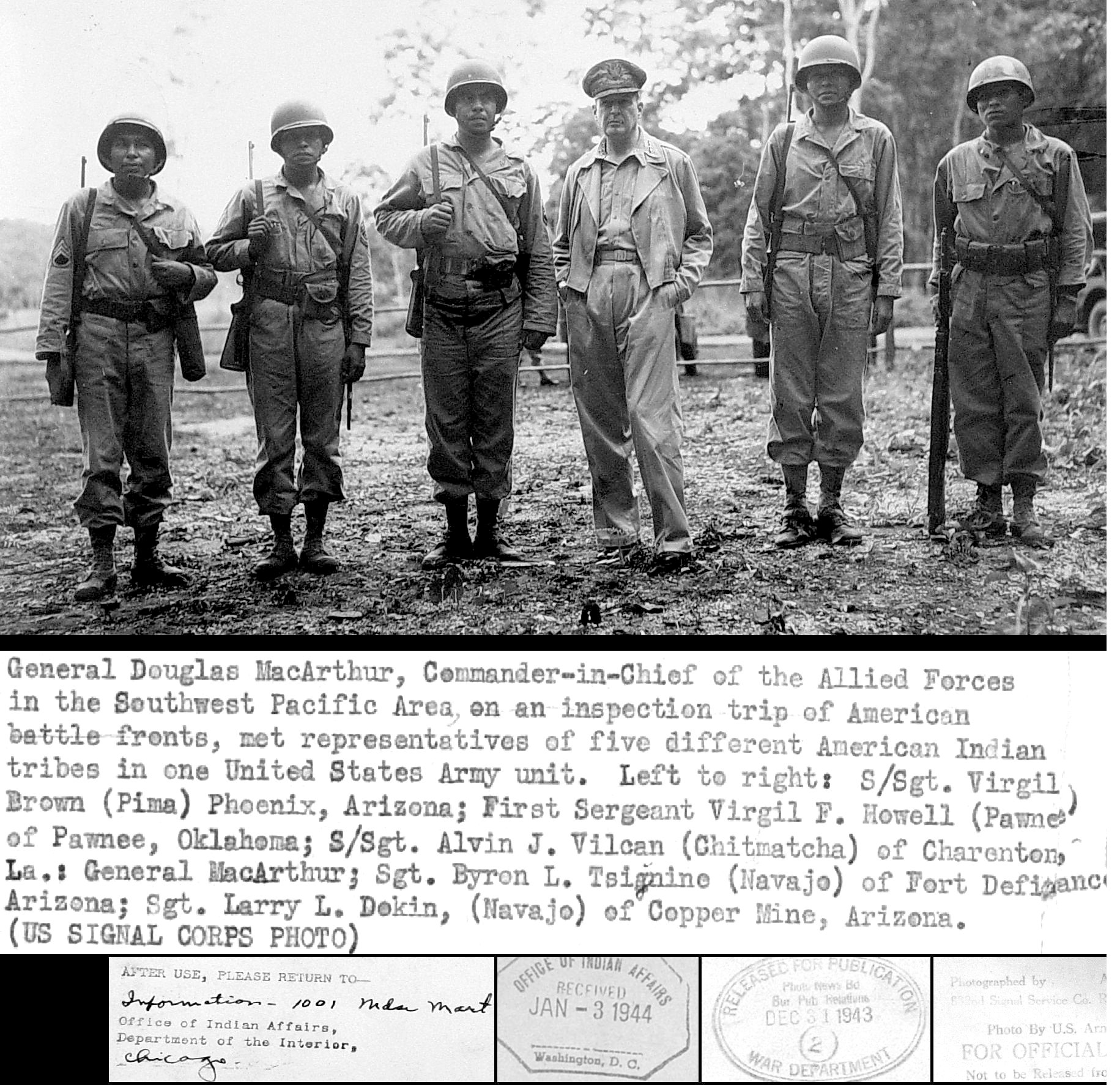
Generaal Douglas MacArthur met Indiaanse codesprekers, eind 1943

Een codespreker is iemand die een (al dan niet kunstmatige) taal spreekt, die gebruikt wordt om berichten te coderen, te versturen en te ontvangen over de radio of telefoon. Dergelijke mensen werden ingezet door het leger in tijden van oorlog.
De term wordt vandaag de dag vooral geassocieerd met verschillende Indiaanse volkeren, die in de Eerste en Tweede Wereldoorlog door het Amerikaanse leger werden ingezet om berichten te versturen in hun moedertaal. Het bekendste zijn de Navajo. Hun taal werd onder andere gebruikt om berichten te versturen tussen Amerikaanse troepen in de Grote Oceaan, zodat de Japanse troepen deze niet konden afluisteren. Het idee om codesprekers in te zetten in oorlogstijd werd reeds gebruikt in de Eerste Wereldoorlog, toen de Amerikanen Choctaw-indianen inzetten voor communicatie tussen de troepen. Andere voorbeelden van Indiaanse volken die dienstdeden als codesprekers zijn Cherokee, Lakota, Meskwakihaki, en Comanche.
De Indiaanse talen die werden gesproken door codesprekers kenden vaak geen geschreven vorm en waren voor buitenstaanders lastig te leren, wat ze zeer geschikt maakte om geheime berichten te versturen die de vijand niet mocht onderscheppen. Het is bekend dat Adolf Hitler, die bekend was met het verschijnsel van codesprekers in de Eerste Wereldoorlog, ter voorbereiding op de Tweede Wereldoorlog antropologen naar Amerika stuurde om de Indiaanse talen te leren. Dit mislukte echter omdat de talen te veel variaties en dialecten kenden om ze echt allemaal vloeiend te leren in de korte tijd die deze antropologen hadden. De Amerikanen waren echter beducht voor mogelijke Duitse ontcijferaars en stuurden maar een beperkt aantal Indiaanse codesprekers naar Europa. Zo waren veertien Comanche aanwezig bij de landing op Utah Beach op 6 juni 1944.
Het merendeel van Indiaanse codesprekers werd ingezet tijdens de strijd tegen de Japanners rond de Grote Oceaan.
Ook tijdens de oorlogen in Korea en Vietnam maakte het Amerikaanse leger gebruik van Indianen, met name Navajo.
Codesprekers hadden de voorkeur boven andere vormen van cryptografie zoals geheimschrift. Indianen die de codetaal als moedertaal hadden konden vaak veel sneller en nauwkeuriger dan de destijds beschikbare codeermachines berichten coderen en weer ontcijferen. Gedurende de oorlog werden geregeld nieuwe termen aan de codes toegevoegd, en werden speciale codes ontwikkeld voor specifieke missies, om de kans op ontcijfering minimaal te maken.
De meeste Indiaanse volken kregen na de oorlog aanvankelijk geen erkenning voor hun werk. Pas in 1968 werden ze officieel erkend voor hun diensten. In 1982 kregen de codesprekers het Certificate of Recognition van president Ronald Reagan, die tevens 14 augustus 1982 uitriep tot "Navajo Code Talkers Day".